# Aristaeomorpha foliacea
Aristaeomorpha foliacea is een tienpotigensoort uit de familie van de Aristeidae. De wetenschappelijke naam van de soort is voor het eerst geldig gepubliceerd in 1827 door Risso.